# Noctiliostrebla megastigma
Noctiliostrebla megastigma är en tvåvingeart som först beskrevs av Speiser 1900.  Noctiliostrebla megastigma ingår i släktet Noctiliostrebla och familjen lusflugor. Inga underarter finns listade i Catalogue of Life.